# Make It Bun Dem
Make It Bun Dem è un singolo di Skrillex, pubblicato il 1º maggio 2012 ed estratto dall'EP  Make It Bun Dem After Hours, con la presenza di Damian Marley.
Il video è diretto da Tony T. Datis.
Make It Bun Dem è usata nel videogioco Far Cry 3. La traccia può essere ascoltata in loop durante una missione dove il giocatore deve distruggere campi di marijuana incendiandoli con un lanciafiamme.

## Make It Bun Dem After Hours
1. Make It Bun Dem – 3:33
2. Make It Bun Dem – 3:54 – Culprate Remix
3. Make It Bun Dem – 4:32 – Brodinski Remix
4. Make It Bun Dem – 4:34 – French Fries Remix
5. Make It Bun Dem – 3:30 – David Heartbreak Remix
6. Make It Bun Dem – 3:56 – Flinch Remix
7. Make It Bun Dem – 3:59 – Alvin Risk Remix

## Classifiche
| Classifica             | Massima posizione |
| ---------------------- | ----------------- |
| ARIA                   | 27                |
| Ultratop 50 Flanders   | 15                |
| SNEP                   | 155               |
| RIANZ                  | 16                |
| Sverigetopplistan      | 53                |
| Official Dance Chart   | 14                |
| Official Singles Chart | 66                |